# Emil Juracka
Emil Juracka   (Viena, 11 de juny de 1912 - 21 de febrer de 1944) fou un jugador d'handbol austríac que va competir durant la dècada de 1930.
El 1936 va prendre part en els Jocs Olímpics de Berlín, on guanyà la medalla de plata en la competició d'handbol.
Morí lluitant durant la Segona Guerra Mundial.